# Gavray
Gavray – miejscowość i dawna gmina we Francji, w regionie Normandia, w departamencie Manche. W 2013 roku populacja ówczesnej gminy wynosiła 1499 mieszkańców. 
W dniu 1 stycznia 2019 roku z połączenia czterech ówczesnych gmin – Gavray, Le Mesnil-Amand, Le Mesnil-Rogues oraz Sourdeval-les-Bois – powstała nowa gmina Gavray-sur-Sienne. Siedzibą gminy została miejscowość Gavray. 